# آيت تكلا (آيت تكلا)
آيت تكلا هي إحدى مشيخات المملكة المغربية، تتبع جغرافيا لإقليم أزيلال وإداريًا لآيت تكلا. يقدر عدد سكانها بـ 2693 نسمة حسب الإحصاء الرسمي للسكان والسكنى لسنة 2004.